# Dodrans
Dodrans je bil bronast kovanec Rimske republike, vreden 3⁄4 asa oziroma 9 uncij. Kovala sta ga samo senatorja
- Gaj Kasij Longin leta 126 pr. n. št. skupaj z besom, ki je bil vreden 2⁄3 asa, in
- Mark Celilij Metel leta 115  pr. n. št. skupaj z denarijem in drugimi kovanci aes grave (semis, triens in kvadrans).

Latinska beseda dodrans pomeni "devet dvanajstin" in lahko pomeni tudi tri četrt ure ali dolžino 9 palcev. Beseda lahko pomeni tudi metrični vzorec ¯˘˘¯˘¯, ki sestavlja zadnje tri četrtine glikonske linije. Imenuje se tudi horiambo-kretski vzorec, ki je značilen za eolski verz.

## Vir
- A. Rainer, Die Münzen der römischen Republik, Verlag Gietl, Regenstauf, 2003, ISBN 978-3924861766.